# This Woman's Work
Pour un article plus général, voir Discographie et vidéographie de Kate Bush.
 (mars 2015).
Singles de Kate Bush
The Sensual World
(1989) Love and Anger
(1990)
Pistes de The Sensual World
Love and Anger
(2)
This Woman's Work est une chanson écrite et interprétée par la chanteuse britannique Kate Bush. Elle est présente initialement sur la bande originale du film américain La Vie en plus (1988). C'est le deuxième single de son album The Sensual World en 1989 ; il a été classé à la 25e place dans le UK Singles Chart. En 2023, elle est encore reprise dans le film The Mother de Niki Caro.